# برت د بکر
برت د بکر (انگلیسی: Bert De Backer؛ زادهٔ ۲ آوریل ۱۹۸۴) دوچرخه‌سوار اهل بلژیک است.
از باشگاه‌هایی که در آن بازی کرده‌است می‌توان به تیم سانوب، و تیم سانوب، اشاره کرد.